# Estação ferroviária Basel SBB

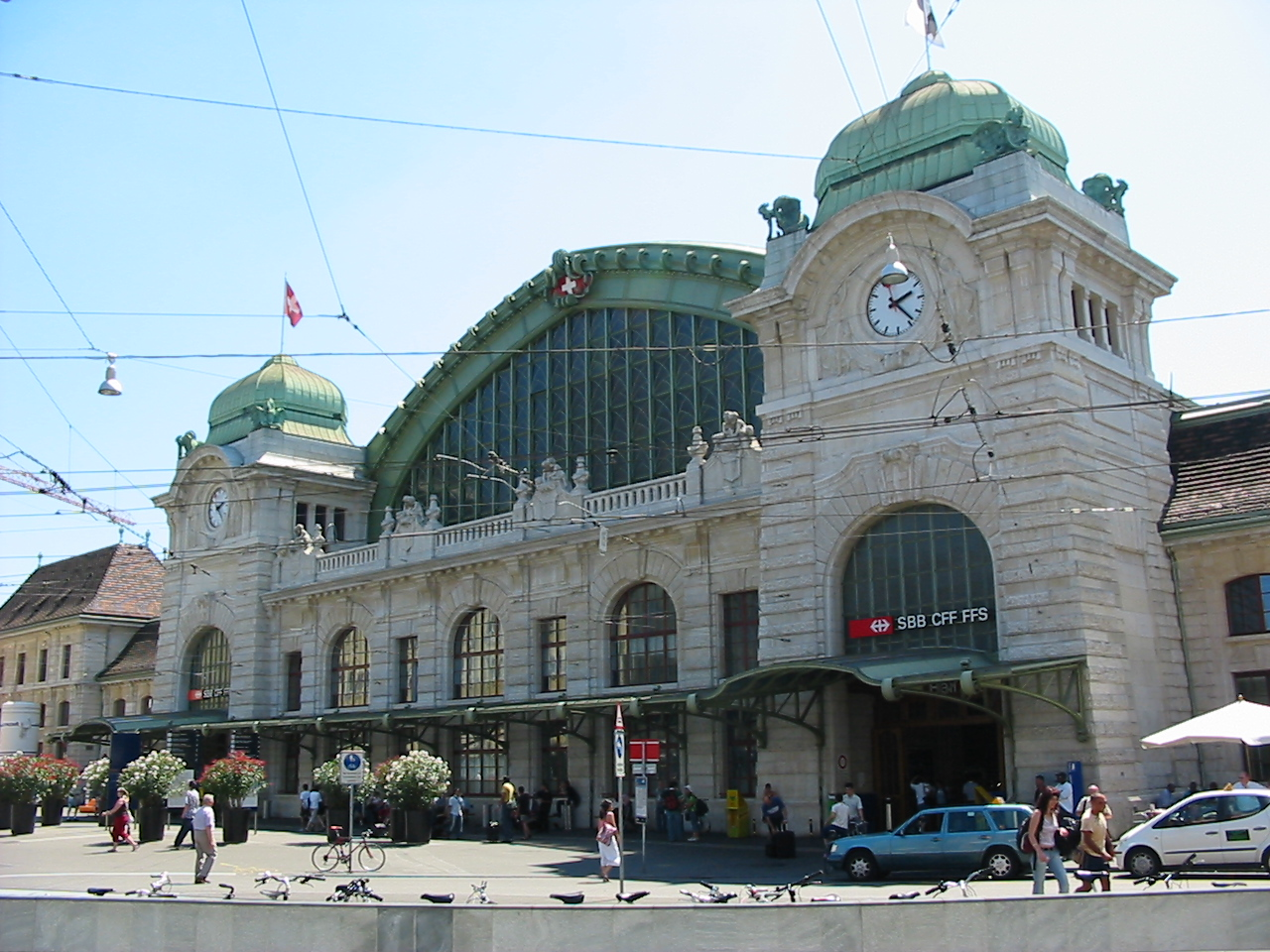
Imagem da estação

Estação ferroviária Basel SBB (em alemão:  Bahnhof Basel SBB, ou antigamente Centralbahnhof ou Schweizer Bahnhof ) é a estação ferroviária central da cidade de Basel, na Suíça. Inaugurado em 1854 e completamente reconstruído em 1900–1907, é a estação de fronteira internacional mais movimentada da Europa. Basel SBB é propriedade da Swiss Federal Railways (SBB CFF FFS). A outra grande estação ferroviária é a Basel Badischer Bahnhof, operada pela companhia ferroviária alemã Deutsche Bahn, no lado norte do Reno a partir do centro da cidade. 

## Na cultura popular
A entrada da estação e uma plataforma são vistas no filme The Cassandra Crossing (1976), que se passa como a "estação ferroviária de Genebra".